# Amphipoea atlantica
Amphipoea atlantica är en fjärilsart som beskrevs av Smith 1899. Amphipoea atlantica ingår i släktet Amphipoea och familjen nattflyn. Inga underarter finns listade i Catalogue of Life.